# Азлецкое
Азлецкое — озеро в России, располагается на территории Харовского района Вологодской области. На северном берегу озера расположена деревня Поповка.

## Гидрологическая характеристика
Озеро ледникового происхождения. Площадь водной поверхности — 1,4 км². Уровень уреза воды находится на высоте 145 м над уровнем моря. Средняя глубина составляет 4 метра, а максимальная — 9,5 метров. Озеро имеет форму неправильного треугольника, длиной 1,6 и шириной 1 километр, длина береговой линии 5,5 километров. Берега зарастающие, как по дну, так и сплавиной. Характерная растительность — осоки, тростник, камыш. Ихтиофауна: окунь, щука, плотва, карась, лещ.
Площадь водосборного бассейна — 36,8 км².
Код объекта в государственном водном реестре — 03020100111103000003549.